# Charles-Claude Dubut
Pour les articles homonymes, voir Dubut.
Charles-Claude Dubut, né vers 1687 à Paris et mort le 23 mai 1742 à Munich, est un sculpteur et plâtrier français.

## Biographie
Après une formation à Paris, il a travaillé à Berlin et peut-être aussi à Dresde. En 1716, Maximilien-Emmanuel de Bavière, électeur de Bavière, le nomme sculpteur à la cour et il devient un membre de la colonie française d'artistes à Munich. À partir de 1716, il exécute des décorations en stuc à Nymphenburg, Schleissheim et des médaillons en cire.
Il a un fils, Frédéric Guillaume (1711, Berlin - 1779, Dantzig), sculpteur.